# Skupina G77
Skupina G77 je labavi savez zemalja u razvoju pri UN. Zadatak saveza je poboljšanje položaja na svjetskom tržištu kroz promicanje ekonomskih interesa svojih članova i poboljšanjem svojih pozicija u pregovorima s Ujedinjenim narodima. 
Skupina je osnovana 15. lipnja 1964. Prvi sastanak održan je 1967. u Alžiru. Usvajanjem Alžirske povelje postavljen je temelj za trajnu institucionalnu strukturu. Osnivači sastava bile su su 77 država, a od osnivanja organizacija je narasla na 130 članica.

## Zemlje članice
1. Afganistan
2. Alžir
3. Angola
4. Antigva i Barbuda
5. Argentina
6. Bahami
7. Bahrein
8. Bangladeš
9. Barbados
10. Belize
11. Benin
12. Butan
13. Bolivija
14. Bosna i Hercegovina
15. Bocvana
16. Brazil
17. Brunej
18. Burkina Faso
19. Burundi
20. Kambodža
21. Kamerun
22. Zelenortska Republika
23. Srednjoafrička Republika
24. Čad
25. Čile
26. Kina
27. Kolumbija
28. Komori
29. Demokratska Republika Kongo
30. Republika Kongo
31. Kostarika
32. Obala Slonovače
33. Kuba
34. Džibuti
35. Dominika
36. Dominikanska Republika
37. Istočni Timor
38. Ekvador
39. Egipat
40. Ekvatorska Gvineja
41. Eritreja
42. Esvatini
43. Etiopija
44. Fidži
45. Gabon
46. Gambija
47. Gana
48. Grenada
49. Gvatemala
50. Gvineja
51. Gvineja Bisau
52. Gvajana
53. Haiti
54. Honduras
55. Indija
56. Indonezija
57. Iran
58. Irak
59. Jamajka
60. Jordan
61. Kenija
62. Kuvajt
63. Laos
64. Libanon
65. Lesoto
66. Liberija
67. Libija
68. Madagaskar
69. Malavi
70. Malezija
71. Maldivi
72. Mali
73. Maršalovi Otoci
74. Mauritanija
75. Mauricijus
76. Federalne Države Mikronezije
77. Mongolija
78. Maroko
79. Mozambik
80. Mianmar
81. Namibija
82. Nepal
83. Nikaragva
84. Niger
85. Nigerija
86. Sjeverna Koreja
87. Oman
88. Pakistan
89. Palestina
90. Panama
91. Papua Nova Gvineja
92. Paragvaj
93. Peru
94. Filipini
95. Katar
96. Ruanda
97. Sveti Kristofor i Nevis
98. Sveta Lucija
99. Sveti Vincent i Grenadini
100. Salvador
101. Samoa
102. Sveti Toma i Princip
103. Saudijska Arabija
104. Senegal
105. Sejšeli
106. Sijera Leone
107. Singapur
108. Salomonovi Otoci
109. Somalija
110. Južnoafrička Republika
111. Šri Lanka
112. Sudan
113. Surinam
114. Sirija
115. Tanzanija
116. Tajland
117. Togo
118. Tonga
119. Trinidad i Tobago
120. Tunis
121. Turkmenistan
122. Uganda
123. Ujedinjeni Arapski Emirati
124. Urugvaj
125. Vanuatu
126. Venezuela
127. Vijetnam
128. Jemen
129. Zambija
130. Zimbabve

## Vanjske poveznica
- Webstranica Group of Seventy-Seven